# Estoril Open 2007
Die Estoril Open 2007 waren der Name eines Tennisturniers der WTA Tour 2007 für Damen sowie eines Tennisturniers der ATP Tour 2007 für Herren, welche zeitgleich vom 30. April bis zum 6. Mai 2007 in Oeiras stattfanden.